# Pinus morrisonicola
Pinus morrisonicola (лат.) — вид вечнозелёных хвойных деревьев рода Сосна семейства Сосновые (Pinaceae). Естественный ареал распространения находится в Тайване. Вид мало известен на Западе, но часто используется как декоративное дерево или в качестве бонсай в Китае.

## Ботаническое описание

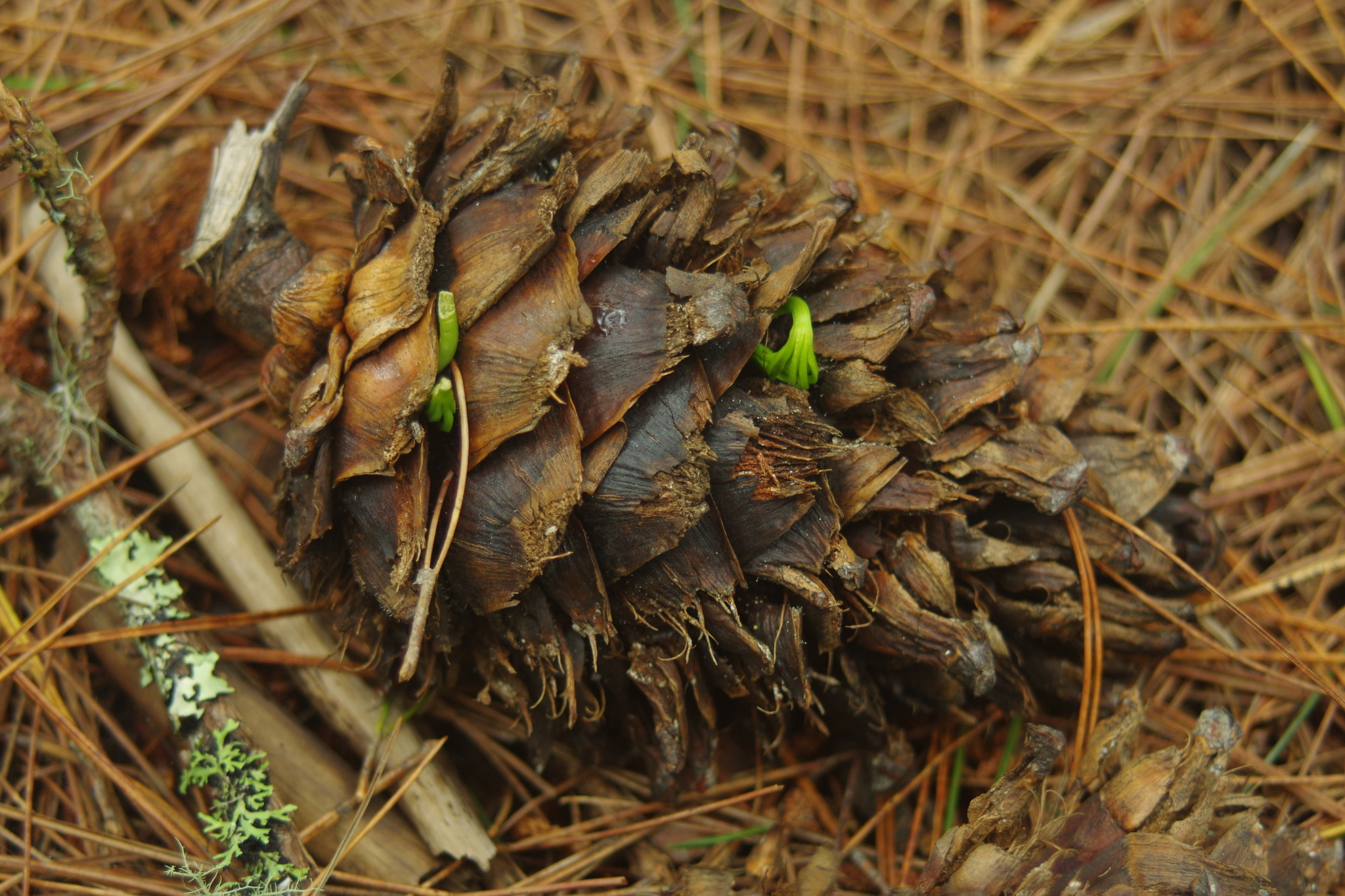
Pinus morrisonicola

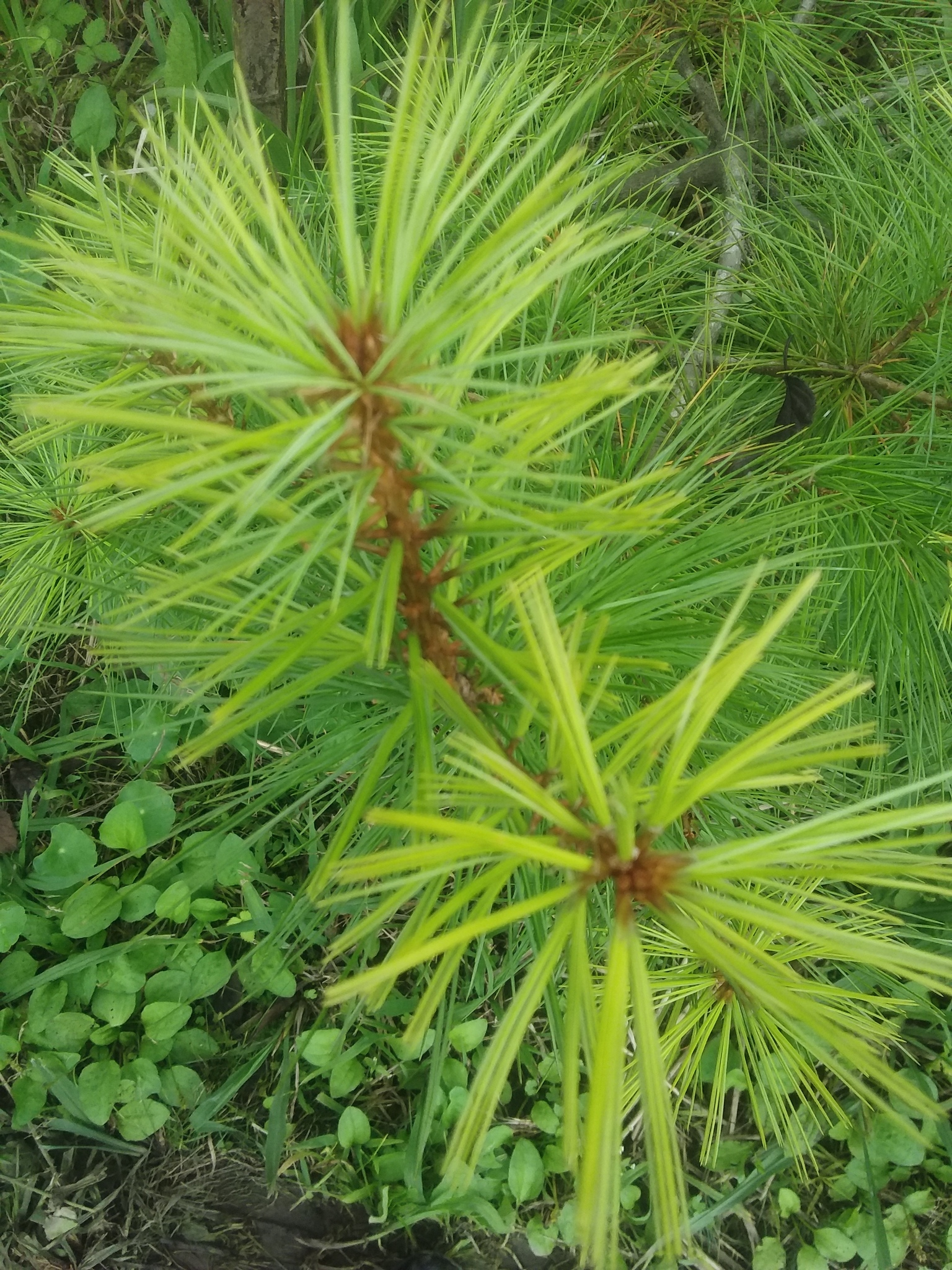
Pinus morrisonicola

Вечнозелёное дерево высотой от 30 до 35 метров. Ствол в основном прямой и колонновидный, достигает в диаметре до 1,5 метров на высоте 1,3 м. Кора ствола от серого до тёмно-серого цвета, у молодых деревьев и в верхней части ствола гладкая. У старых деревьев кора в нижней части ствола грубая и чешуйчатая, отделяется от ствола тонкими пластинами. Ветви молодых деревьев растут причудливо, у старых деревьев они раскидистые и восходящие, а ствол может быть разветвлённым в верхней части. Крона коническая или округлая, в открытом положении — плоская и открытая. Игольчатые веточки тонкие. Молодые побеги красновато-коричневые, позднее опушение пропадает, хотя в бороздках могут оставаться остатки опушения.
Вегетативные почки маленькие, яйцевидные, бледно-коричневые и не смолистые. Хвоя растет по пять штук в игольчатом чехле, который рано опадает тонкими чешуйками. Хвоя зелёная, тонкая и гибкая, слегка изогнутая и немного скрученная, обычно длиной от 4 до 9 сантиметров, треугольная в сечении и шириной от 0,6 до 1 миллиметра. Край иглы очень мелко зазубрен, конец заострён. На двух адаксиальных сторонах имеются хорошо заметные белые полосы стоматитов. Формируются два смоляных канала. Хвоя остаётся на дереве в течение трёх-четырёх лет.
Пыльцевые шишки растут спирально расположенными небольшими группами у основания молодых побегов. Они яйцевидно-продолговатые или цилиндрические, длиной 1,5-2,5 см, сначала желтые, а затем светло-коричневые. Пыльцевые шишки растут в завитушках.
Семенные шишки растут в мутовках по три или четыре на коротких, 0,5-1 см длиной, крепких, изогнутых стеблях, вначале прямостоячих, а затем поникающих. Зелёные или сизоватые, очень смолистые, закрытые яйцевидно-эллипсоидные до узких яйцевидно-эллипсоидных и длиной от 6 до 11 сантиметров. При открытых семенных чешуйках их диаметр составляет 5-6 сантиметров, затем они становятся более яйцевидными. Семенные чешуи тонко одревесневшие и несколько гибкие, длиной от 3 до 3,5 см и шириной от 1,5 до 2 см, продолговато-яйцевидные с клиновидным основанием и закругленной верхушкой. Чешуйки у основания конуса более мелкие и обычно изогнутые, крупные семенные чешуйки прямые. Апофиза ромбическая в очертании, утолщенная в середине, продольно бороздчатая, коричневая, блестящий у зрелых шишек. Умбо является терминалом. Она тупая и слегка изогнута вверх.
Семена эллипсоидно-яйцевидные или узкояйцевидные, длиной от 7 до 10 миллиметров и шириной от 5 до 6 миллиметров. Семенное крыло светло-коричневое, длиной 15-20 миллиметров и шириной 5-8 миллиметров.

## Распространение и экология
Естественной зоной распространения вида является Тайвань. Произрастает в горах на скалистых хребтах на высоте от 300 до 2300 метров. Также встречается на нарушенных участках леса без полога, например, после камнепада, где вид может конкурировать с лиственными деревьями в течение некоторого времени, пока полог снова не сомкнется. Ареал произрастания классифицируется как 8-я зона зимней суровости со среднегодовыми минимальными температурами от −12,2 до −6,7 °C.
Вид классифицируется как находящийся под угрозой исчезновения в Красной книге МСОП. Древостой занимает около 800 км² в более чем десяти различных популяциях на общей площади около 7000 км². Из-за приспособления лесов в сельскохозяйственные угодья произошло сокращение популяций, но масштабы неизвестны. Популяции не сильно фрагментированы, и нет признаков дальнейшего сокращения ареала. Основной угрозой для вида является преобразование лесных массивов, расположенных на низких высотах, например, для создания плантаций криптомерии (Cryptomeria japonica). Некоторые популяции растут на охраняемых территориях.

## Систематика и история исследований
Впервые вид был описан в 1908 году Хаятой Бундзо в «The Gardeners' Chronicle». Видовой эпитет morrisonicola означает «растёт на горе Моррисон», самой высокой горе Тайваня, ныне известной как Юйшань.
Pinus morrisonicola тесно связана с Pinus parviflora, от которой, однако, отличается более длинными иглами и более крупными семенными шишками. Авторами «Флоры Китая» рассматривается только как разновидность Pinus parviflora var. morrisonicola (Hayata) C.L.Wu.

## Использование
Вид используется в небольших масштабах в качестве источника древесины, качество которой сходно с качеством древесины других восточноазиатских видов сосен, таких как сосна мелкоцветковая (Pinus parviflora). Редко встречается в садах на Западе, но чаще используется как декоративное дерево в Китае, а также выращивается в качестве бонсай.